# Walter Dale Miller
Walter Dale Miller, född 5 oktober 1925 i Viewfield i Meade County i South Dakota, död 28 september 2015, var en amerikansk republikansk politiker. Han var den 29:e guvernören i delstaten South Dakota 1993-1995.
Miller var ledamot av South Dakota House of Representatives, underhuset i delstatens lagstiftande församling, 1967-1986 (talman 1981-1982). Han tjänstgjorde som delstatens viceguvernör under guvernör George S. Mickelson 1987-1993. Guvernör Mickelson omkom 19 april 1993 i en flygolycka och Miller tillträdde som guvernör. Han kandiderade i republikanernas primärval inför 1994 års guvernörsval men förlorade mot tidigare guvernören Bill Janklow.